# Ruban d'argent de la meilleure actrice
Le Ruban d'argent de la meilleure actrice (Nastro d'argento alla migliore attrice protagonista) est une récompense cinématographique italienne décernée chaque année, depuis 1946, par le Syndicat national des journalistes cinématographiques italiens (en italien, Sindacato Nazionale Giornalisti Cinematografici Italiani,, SNGCI), lequel décerne également tous les autres Rubans d'argent. Pour le cinéma, c'est le prix le plus ancien en Europe.
Mariangela Melato est l'actrice la plus récompensée dans cette catégorie avec cinq trophées gagnés. Elle est suivie d'Anna Magnani et de Margherita Buy avec quatre récompenses chacune. 

## Années 1940
- 1946 - Clara Calamai - L'adultera
- 1947 - Alida Valli - Eugénie Grandet
- 1948 - Anna Magnani - L'Honorable Angelina
- 1949 - Anna Magnani - L'amore

## Années 1950
- 1950 - prix non attribué
- 1951 - Pier Angeli - Demain il sera trop tard
- 1952 - Anna Magnani - Bellissima
- 1953 - Ingrid Bergman - Europe 51
- 1954 - Gina Lollobrigida - Pain, Amour et Fantaisie
- 1955 - Silvana Mangano - L'Or de Naples
- 1956 - prix non attribué
- 1957 - Anna Magnani - Suor Letizia
- 1958 - Giulietta Masina - Les Nuits de Cabiria
- 1959 - prix non attribué

## Années 1960
- 1960 - Eleonora Rossi Drago - Été violent
- 1961 - Sophia Loren - La ciociara
- 1962 - prix non attribué
- 1963 - Gina Lollobrigida - Vénus impériale
- 1964 - Silvana Mangano -  Le Procès de Vérone
- 1965 - Claudia Cardinale - La ragazza
- 1966 - Giovanna Ralli - La Fugue
- 1967 - Lisa Gastoni - Lutring... réveille-toi et meurs (Svegliati e uccidi)
- 1968 - prix non attribué
- 1969 - Monica Vitti - La Fille au pistolet

## Années 1970
- 1970 - Paola Pitagora - Senza sapere niente di lei
- 1971 - Ottavia Piccolo - Metello
- 1972 - Mariangela Melato - La classe ouvrière va au paradis
- 1973 - Mariangela Melato - Mimi métallo blessé dans son honneur
- 1974 - Laura Antonelli - Malicia
- 1975 - Lisa Gastoni - Amore amaro
- 1976 - Monica Vitti - L'anatra all'arancia
- 1977 - Mariangela Melato - Caro Michele
- 1978 - Sophia Loren - Une journée particulière
- 1979 - Mariangela Melato - Oublier Venise

## Années 1980
- 1980 - Ida Di Benedetto - Immacolata et Concetta (Immacolata e Concetta, l'altra gelosia)
- 1981 - Mariangela Melato - Aiutami a sognare
- 1982 - Eleonora Giorgi - Borotalco
- 1983 - Giuliana De Sio - Io, Chiara e lo scuro
- 1984 - Lina Sastri - Mi manda Picone
- 1985 - Claudia Cardinale - Claretta
- 1986 - Giulietta Masina - Ginger et Fred
- 1987 - Valeria Golino - Storia d'amore
- 1988 - Ornella Muti - Io e mia sorella
- 1989 - Ornella Muti - Codice privato

## Années 1990
- 1990 - Virna Lisi - Joyeux Noël, bonne année
- 1991 - Margherita Buy - Le Chef de gare
- 1992 - Francesca Neri - Je croyais que c'était de l'amour (Pensavo fosse amore... invece era un calessede)
- 1993 - Antonella Ponziani - Verso sud
- 1994 - Chiara Caselli - Sans pouvoir le dire
- 1995 - Sabrina Ferilli - La bella vita
- 1996 - Anna Bonaiuto - L'Amour meurtri
- 1997 
  - Iaia Forte - Luna e l'altra
  - Virna Lisi - Va où ton cœur te porte
- 1998 - Francesca Neri - En chair et en os
- 1999 - Giovanna Mezzogiorno - Del perduto amore

## Années 2000
- 2000 - Licia Maglietta - Pain, tulipes et comédie
- 2001 - Margherita Buy - Tableau de famille
- 2002 - Valeria Golino - Respiro
- 2003 - Giovanna Mezzogiorno - Ilaria Alpi - Il più crudele dei giorni et La Fenêtre d'en face
- 2004 - Jasmine Trinca, Adriana Asti, Sonia Bergamasco et Maya Sansa - Nos meilleures années
- 2005 - Laura Morante - L'amore è eterno finché dura
- 2006 - Katia Ricciarelli  - La seconda notte di nozze
- 2007 - Margherita Buy - Le Caïman et Saturno contro
- 2008 - Margherita Buy - Giorni e nuvole
- 2009 - Giovanna Mezzogiorno - Vincere

## Années 2010
- 2010 : Micaela Ramazzotti, Stefania Sandrelli - La prima cosa bella
  - Margherita Buy - Lo spazio bianco et Matrimoni e altri disastri
  - Valeria Golino - L'uomo nero
  - Alba Rohrwacher - Ce que je veux de plus
  - Valeria Solarino - Viola di mare
- 2011 : Alba Rohrwacher - La Solitude des nombres premiers (La solitudine dei numeri prim)
  - Paola Cortellesi - Nessuno mi può giudicare et Maschi contro femmine
  - Angela Finocchiaro - La banda dei Babbi Natale et Benvenuti al Sud
  - Donatella Finocchiaro - L'amour a ses raisons (Manuale d'amore 3) et Sorelle Mai
  - Isabella Ragonese - Il primo incarico
- 2012 : Micaela Ramazzotti - Posti in piedi in paradiso et Le Grand Cœur des femmes ( Il cuore grande delle ragazze)
  - Carolina Crescentini - L'industriale
  - Donatella Finocchiaro - Terraferma
  - Claudia Gerini - Il mio domani et Com'è bello far l'amore
  - Valeria Golino - La kryptonite nella borsa
- 2013 : Jasmine Trinca - Un giorno devi andare et Miele
  - Margherita Buy - Je voyage seule (Viaggio sola)
  - Laura Chiatti - Il volto di un'altra
  - Laura Morante - Appartamento ad Atene
  - Kasia Smutniak - Benvenuto Presidente et Tutti contro tutti
- 2014 : Kasia Smutniak - Allacciate le cinture
  - Valeria Bruni Tedeschi - Les Opportunistes (Il capitale umano)
  - Celeste Casciaro - In grazia di Dio
  - Paola Cortellesi - Sotto una buona stella
  - Valeria Golino - Comme le vent (Come il vento)
- 2015 : Margherita Buy - Mia madre
  - Ambra Angiolini - La scelta
  - Paola Cortellesi - Scusate se esisto!
  - Alba Rohrwacher - Hungry Hearts et Vierge sous serment   (Vergine giurata)
  - Jasmine Trinca - Nessuno si salva da solo
- 2016 : Valeria Bruni Tedeschi et Micaela Ramazzotti - Folles de joie (La pazza gioia)
  - Paola Cortellesi - Gli ultimi saranno ultimi
  - Sabrina Ferilli - Io e lei
  - Valeria Golino - Par amour (Per amor vostro)
  - Monica Guerritore - La bella gente
- 2017 : Jasmine Trinca - Fortunata
  - Giovanna Mezzogiorno et Micaela Ramazzotti - La tenerezza
  - Isabella Ragonese - Sole cuore amore et Il padre d'Italia
  - Sara Serraiocco - Non è un paese per giovani et L'Affranchie (La Ragazza del mondo)
  - Greta Scarano - La verità sta in cielo et Smetto quando voglio - Masterclass
- 2018 : Elena Sofia Ricci - Silvio et les Autres (Loro)
  - Valeria Golino et Alba Rohrwacher - Figlia mia
  - Lucia Mascino - Amori che non sanno stare al mondo
  - Giovanna Mezzogiorno - Napoli velata
  - Luisa Ranieri - Veleno
- 2019: Anna Foglietta - À l'improviste (Un giorno all'improvviso)
  - Marianna Fontana - Capri-Revolution
  - Micaela Ramazzotti - Una storia senza nome
  - Thony (it) - Momenti di trascurabile felicità
  - Pina Turco - Il vizio della speranza

## Années 2020
- 2020 : Jasmine Trinca pour La dea fortuna[6]
  - Giovanna Mezzogiorno pour Tornare
  - Micaela Ramazzotti pour Gli anni più belli
  - Lunetta Savino pour Rosa
  - Lucia Sardo pour Picciridda

- 2021 : Teresa Saponangelo pour Il buco in testa
  - Valeria Bruni Tedeschi pour Gli indifferenti
  - Valeria Golino pour Fortuna et Lasciami andare
  - Alba Rohrwacher pour Lacci
  - Daphne Scoccia pour Palazzo di giustizia

- 2022 : Teresa Saponangelo pour La Main de Dieu
  - Claudia Gerini pour Mancino naturale
  - Aurora Giovinazzo pour Freaks Out
  - Miriam Leone pour Diabolik
  - Benedetta Porcaroli pour La scuola cattolica et L'ombra del giorno
  - Kasia Smutniak pour 3/19

- 2023 : Barbara Ronchi pour  Rapito
  - Margherita Buy pour Il sol dell'avvenire
  - Linda Caridi pour L'ultima notte di Amore
  - Benedetta Porcaroli pour Amanda
  - Jasmine Trinca pour Profeti